# Le tre moschettiere
Le tre moschettiere (Wings of Youth) è un film muto del 1925 diretto da Emmett J. Flynn. La sceneggiatura di Bernard McConville si basa su Sisters of Jezebel, racconto di Harold P. Montayne apparso su Real Life Stories del gennaio/aprile 1924.

## Trama
Le tre figlie di Katherine Manners sono giovani, irrequiete e scapestrate. Le prime due, Betty e Madelyne, sono coinvolte in relazioni che potrebbero rovinare la loro reputazione; la terza, Gwen, una ragazza studiosa e dal carattere indipendente, si è messa in testa di sposare Grantland Dobbs quando questi riuscirà a divorziare dalla moglie. Katherine non può fare nulla per riportare alla ragione le ragazze che, finanziariamente, sono indipendenti. Decide allora un piano per riportarle sulla retta via: se ne va in Europa e, quando torna, sembra essere completamente cambiata. Si porta appresso un nuovo marito, ben più giovane di lei, poi si installa in un elegante appartamento e inizia a condurre una vita sfrenata e intemperante dove l'alcol la fa da padrone. Le tre ragazze restano sconcertate ma, alla fine, Madelyne affronta la madre, rimproverandola per quello stile di vita un po' troppo osé anche per loro. La signora Manners le confessa allora che non si è trattato altro che di una finta per mostrare alle figlie gli errori di un comportamento scombinato. Poi presenta alle ragazze il "marito" europeo che si rivela essere nient'altro che il loro cugino inglese. Le tre, pentite, ritrovano la saggezza di accettare di buon grado una vita dai piaceri normali.

## Produzione
Il film fu prodotto dalla Fox Film Corporation.

## Distribuzione
Il copyright del film, richiesto da William Fox, fu registrato il 19 aprile 1925 con il numero LP21427. Distribuito dalla Fox Film Corporation, il film fu presentato in prima a New York nella settimana del 28 aprile per poi uscire in programmazione nelle sale cinematografiche statunitensi il 21 maggio 1925. In Francia, venne ribattezzato con il titolo Vivre sa vie. In Italia, fu distribuito dalla Fox con il visto di censura numero 23704 rilasciato il 30 settembre 1927.
Non si conoscono copie ancora esistenti della pellicola che viene considerata presumibilmente perduta.